# 산토리 미술관

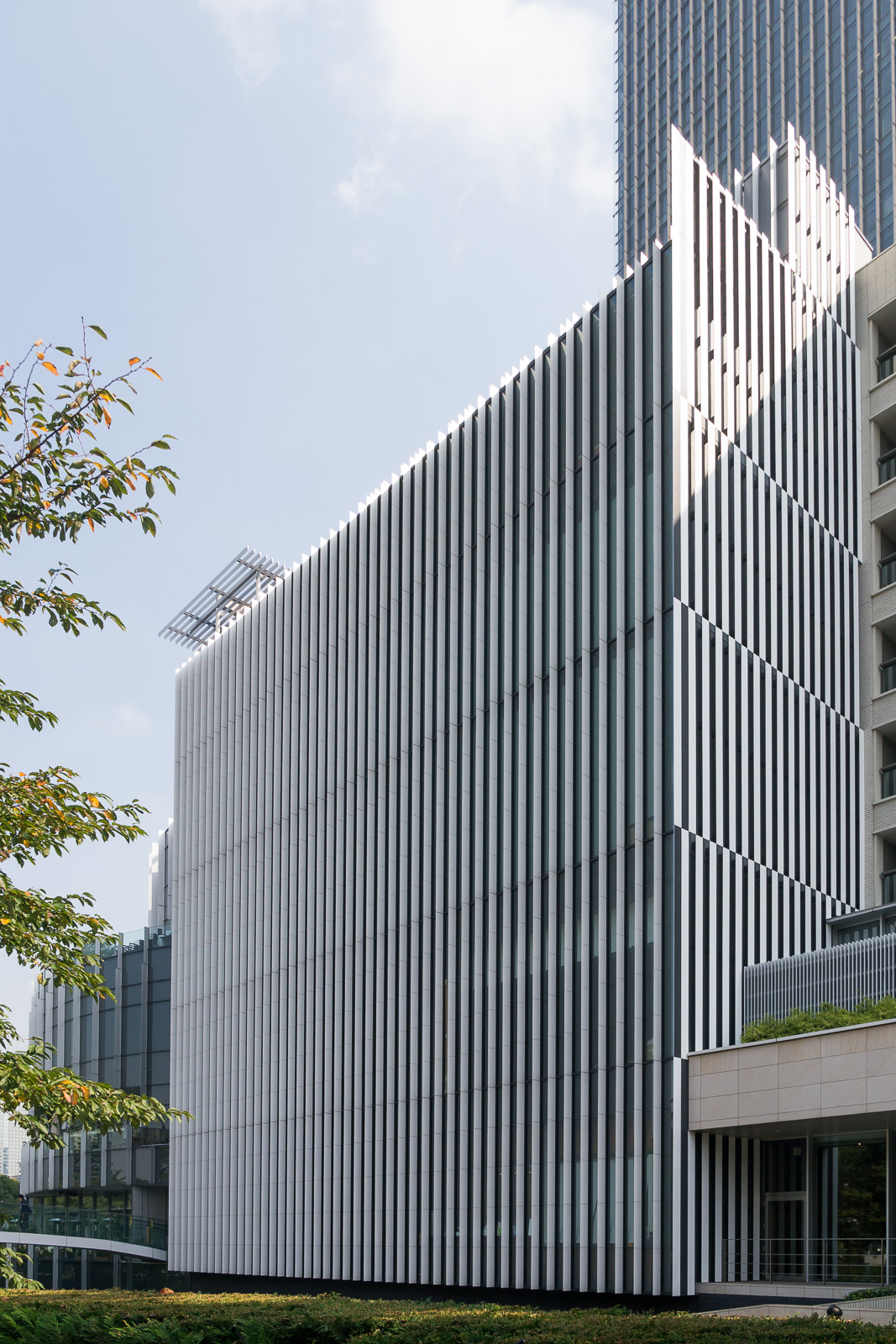
산토리 미술관

산토리 미술관(일본어: サントリー美術館)은 일본 도쿄도 미나토구에 있는 미술관이다. 1961년 개관하였으며, 현재는 도쿄 미드타운으로 이전해 있다.